# 北府駅
北府駅（きたごえき）は、福井県越前市北府二丁目にある、福井鉄道福武線の駅である。駅番号はF1。

## 歴史
- 1924年（大正13年）2月23日：福武電気鉄道の開設に伴い[5][6]、西武生駅（にしたけふえき）として開業[2][3]。
- 1945年（昭和20年）8月1日：福井鉄道設立に伴い、同社の福武線の駅となる[5]。
- 1979年（昭和54年）10月3日：当駅 - 武生新駅間の貨物輸送廃止[7]。これに伴い、福井鉄道での貨物輸送が廃止[8]。
- 1990年（平成2年）5月17日：駅業務を廃止、無人化（無人駅）[3]。
- 2010年（平成22年）3月25日：駅名を北府駅に改称[3][4][8]。
- 2012年（平成24年）3月24日：駅舎改修が完了[9]。
- 2013年（平成25年）12月24日：北府駅本屋が登録有形文化財として登録[10]。
- 2014年（平成26年）3月29日：隣接する車両工場の新検車庫が竣工[11]。
- 2015年（平成27年）11月17日：北府駅構内の車両工場が登録有形文化財として登録[12]。
- 2023年（令和5年）3月19日：「北府駅鉄道ミュージアム」が完成し、オープンする[13]。

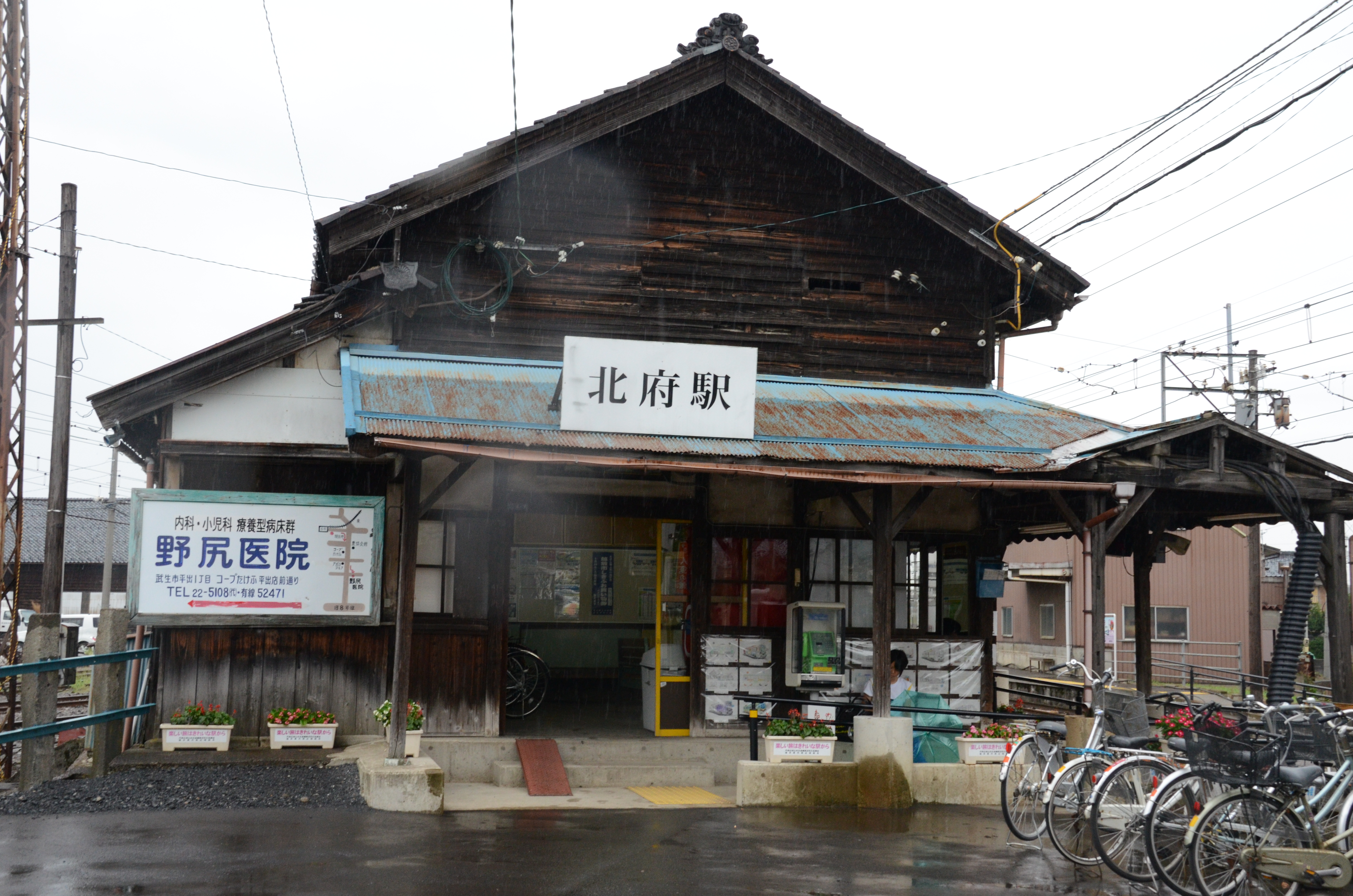
旧駅舎（2011年8月）
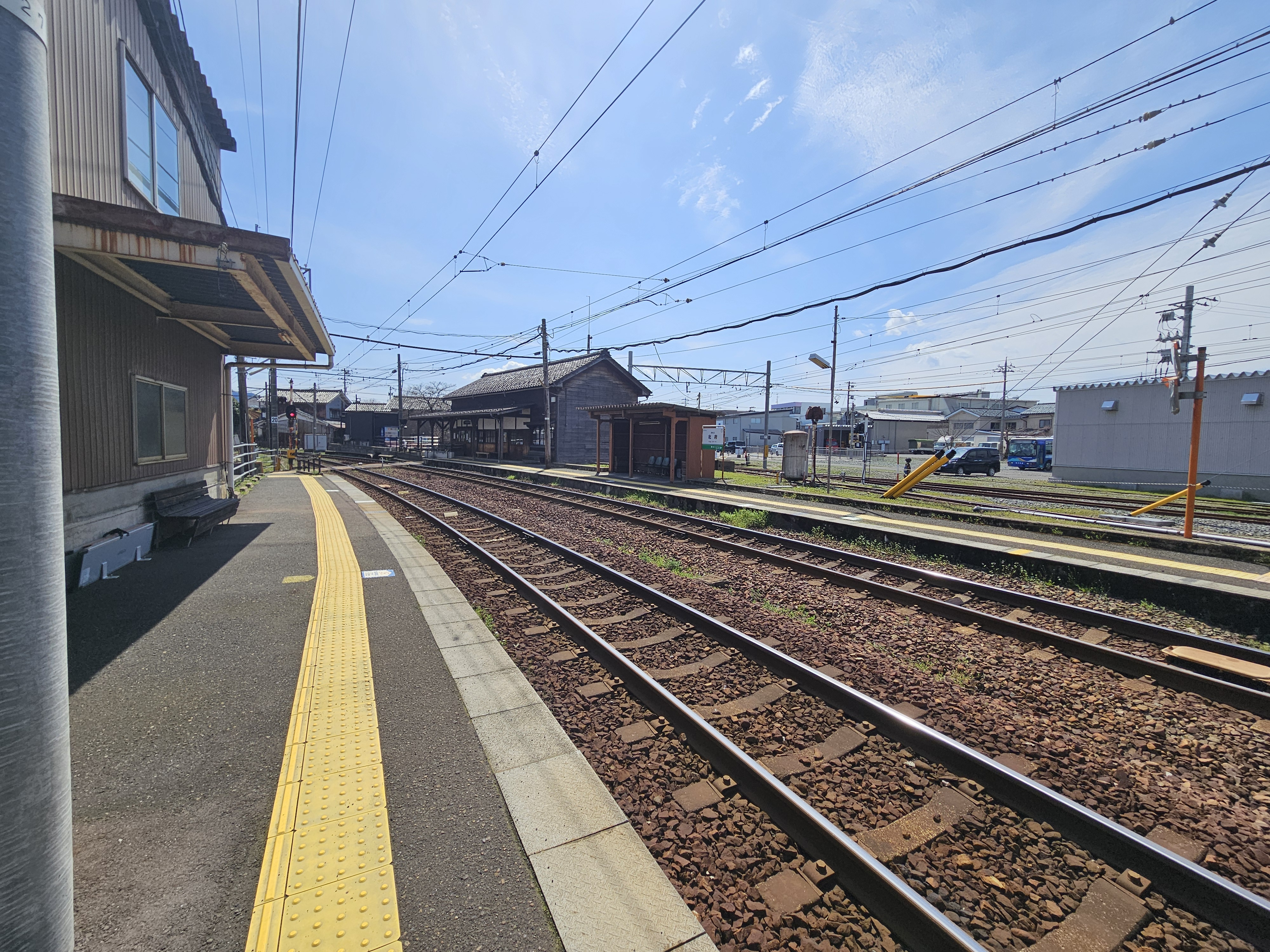
プラットホーム（2025年3月）
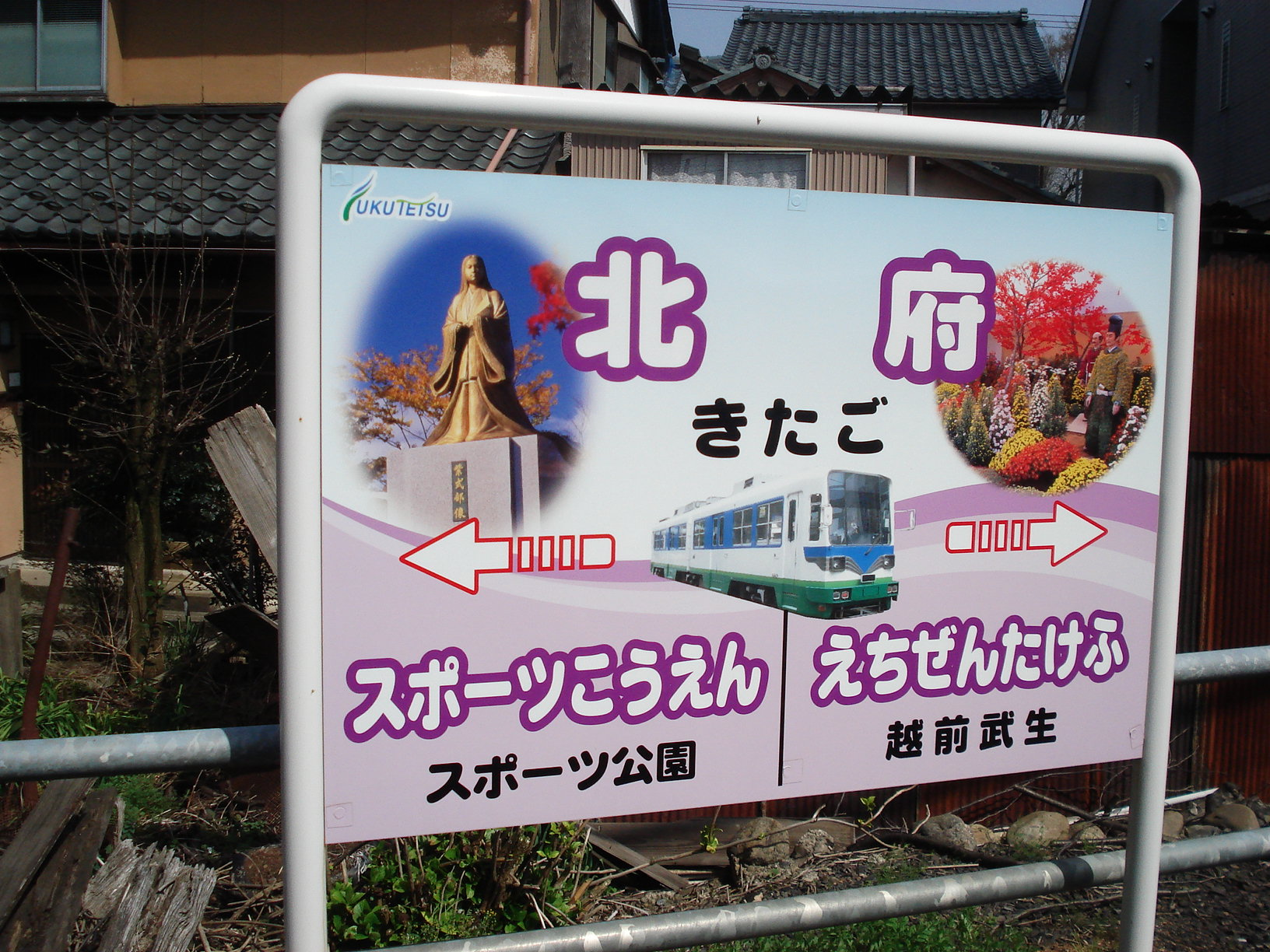
かつて使用されていた駅名標（2011年4月）
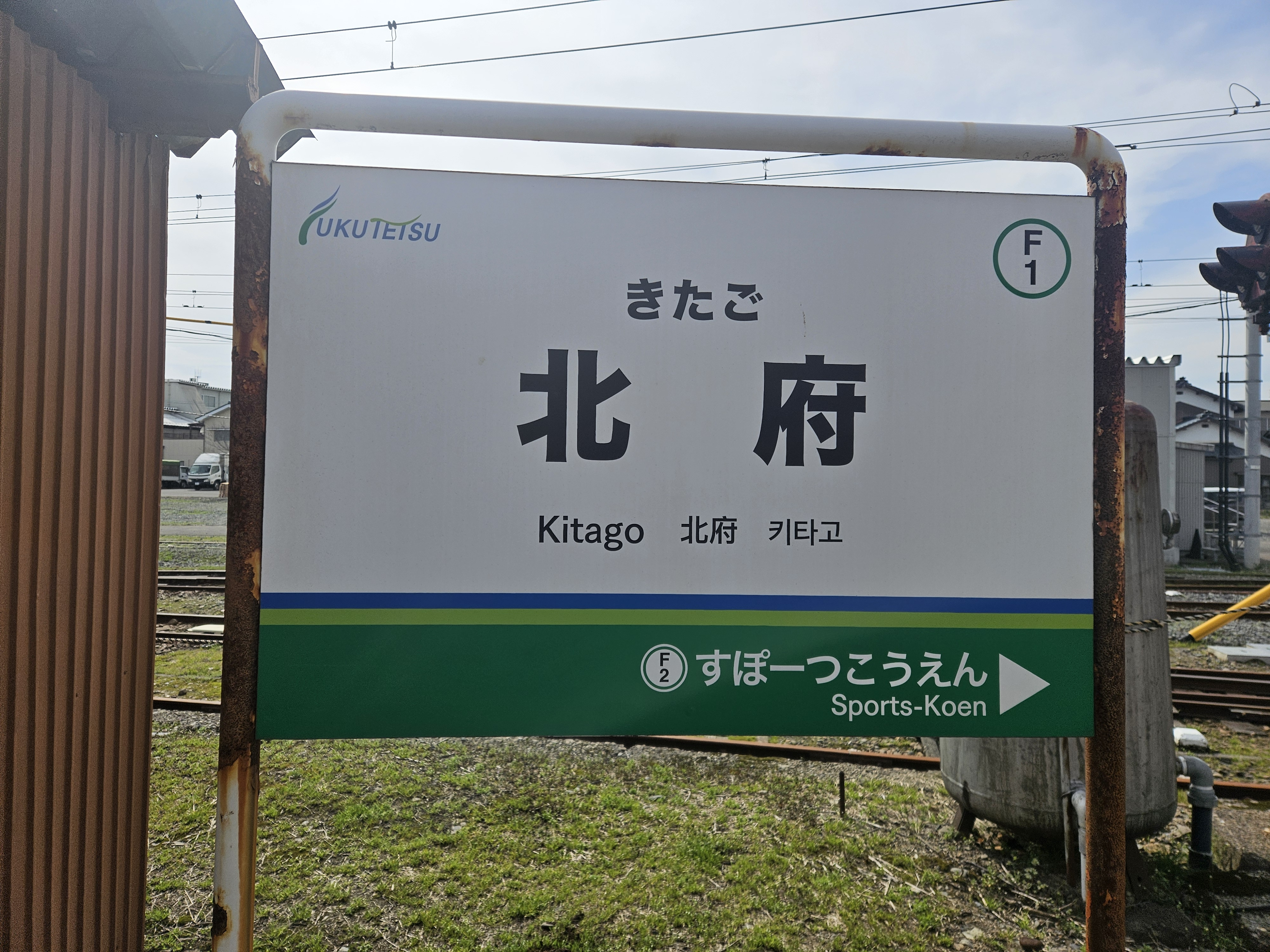
現在の駅名標（2025年3月）

## 駅構造

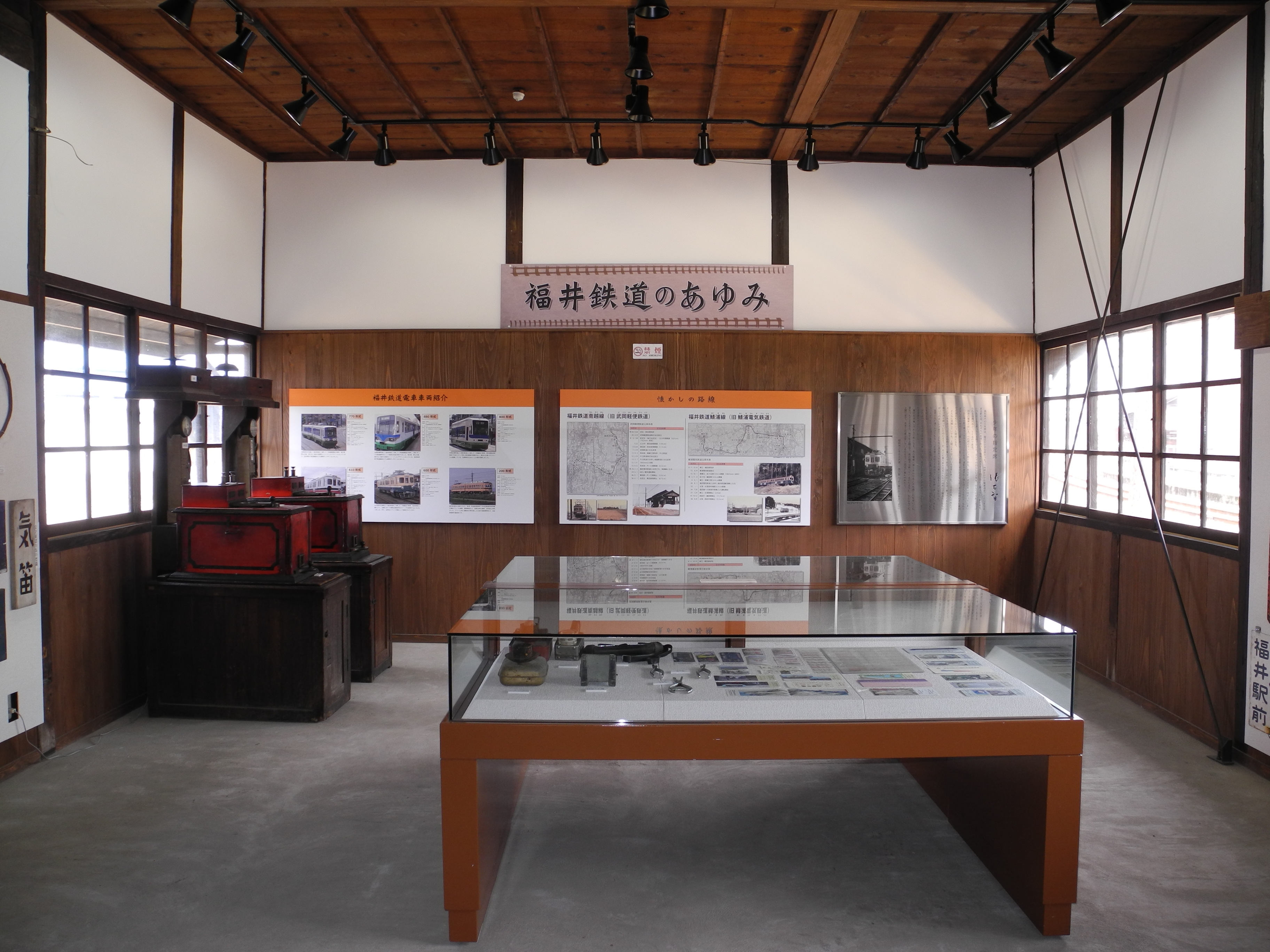
駅舎内のギャラリースペース（2013年4月）

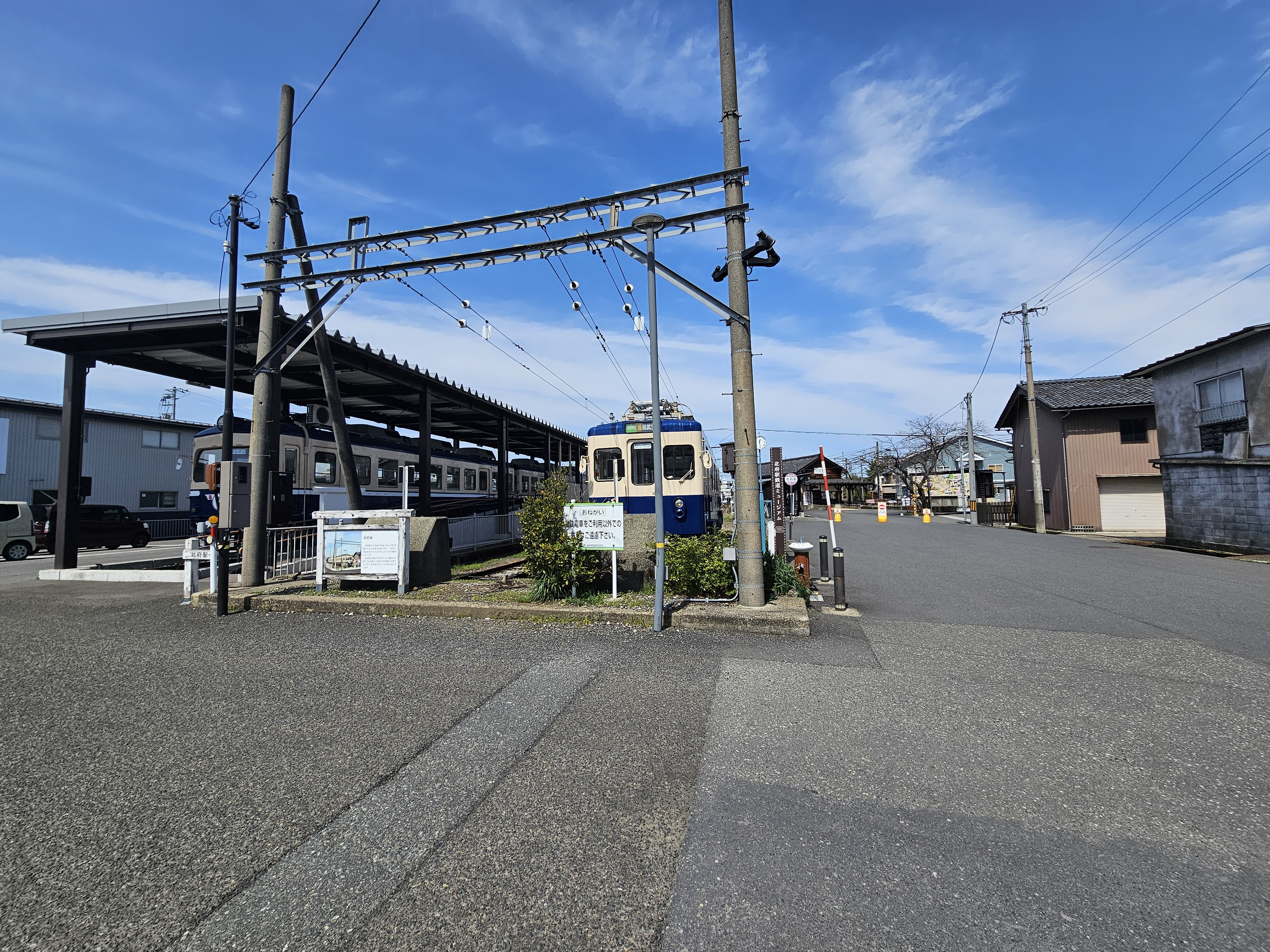
北府駅鉄道ミュージアム、奥に見えるのが北府駅駅舎（2025年3月）

相対式ホーム2面2線を有する地上駅で無人駅である。木造駅舎で窓口は閉鎖されている。駅舎内の奥に常設のギャラリースペースが設けられ、かつて使用された古い制服や車両・駅の備品などが展示されている。
また、たけふ新駅とともに福井鉄道で使用される列車が留置されており、2016年までに引退した200形（203号）が駅の側線に留置されている。なお、越前市は当駅周辺を「鉄道ミュージアム」として整備する構想を進めており、その一環として200形を保存・展示する計画として整備を進め、2023年3月19日、「北府駅鉄道ミュージアム」として完成した。
| のりば | 路線                                 | 方向 | 行先                         |
| ------ | ------------------------------------ | ---- | ---------------------------- |
| 西側   | ■福武線 （フェニックス田原町ライン） | 下り | 福井駅・田原町・鷲塚針原方面 |
| 東側   | ■福武線 （フェニックス田原町ライン） | 上り | たけふ新方面                 |

## 利用状況
- 北府駅の利用状況の変遷は下表の通り[20]。
  - 輸送実績（乗車人員）の単位は人であり、年度での総計値を示す。年度間の比較に適したデータである。
  - 乗降人員調査結果は任意の1日における値（単位：人）である。調査日の天候・行事等の要因によって変動が大きいので年度間の比較には注意を要する。
  - 表中、最高値を赤色で、最高値を記録した年度以降の最低値を青色で、最高値を記録した年度以前の最低値を緑色で表記している。

| 年 度              | 当駅分輸送実績（乗車人員）：人／年度 | 当駅分輸送実績（乗車人員）：人／年度 | 当駅分輸送実績（乗車人員）：人／年度 | 当駅分輸送実績（乗車人員）：人／年度 | 乗降人員調査結果 人／日 | 乗降人員調査結果 人／日 | 特 記 事 項 |
| ------------------ | ------------------------------------ | ------------------------------------ | ------------------------------------ | ------------------------------------ | ----------------------- | ----------------------- | ----------- |
| 年 度              | 通勤定期                             | 通学定期                             | 定期外                               | 合 計                                | 調査日                  | 調査結果                | 特 記 事 項 |
| 1989年（平成元年） |                                      |                                      |                                      | 46,742                               |                         |                         |             |
| 1990年（平成2年）  |                                      |                                      |                                      | 47,200                               |                         |                         |             |
| 1991年（平成3年）  |                                      |                                      |                                      | 44,497                               |                         |                         |             |
| 1992年（平成4年）  |                                      |                                      |                                      | 42,053                               |                         |                         |             |
| 1993年（平成5年）  |                                      |                                      |                                      | 39,875                               |                         |                         |             |
| 1994年（平成6年）  |                                      |                                      |                                      | 35,883                               |                         |                         |             |
| 1995年（平成7年）  |                                      |                                      |                                      | 36,032                               |                         |                         |             |
| 1996年（平成8年）  |                                      |                                      |                                      | 31,511                               |                         |                         |             |
| 1997年（平成9年）  |                                      |                                      |                                      | 31,248                               |                         |                         |             |
| 1998年（平成10年） |                                      |                                      |                                      | 29,927                               |                         |                         |             |
| 1999年（平成11年） |                                      |                                      |                                      | 31,642                               |                         |                         |             |
| 2000年（平成12年） |                                      |                                      |                                      | 31,887                               |                         |                         |             |
| 2001年（平成13年） |                                      |                                      |                                      | 29,876                               |                         |                         |             |
| 2002年（平成14年） |                                      |                                      |                                      | 29,730                               |                         |                         |             |
| 2003年（平成15年） |                                      |                                      |                                      | 23,380                               |                         |                         |             |
| 2004年（平成16年） | 4,458                                | 15,600                               | 12,263                               | 32,321                               |                         |                         |             |
| 2005年（平成17年） |                                      |                                      |                                      | 31,893                               |                         |                         |             |
| 2006年（平成18年） |                                      |                                      |                                      |                                      |                         |                         |             |
| 2007年（平成19年） | 3,330                                | 18,240                               | 11,926                               | 33,496                               |                         |                         |             |
| 2008年（平成20年） |                                      |                                      |                                      |                                      |                         |                         |             |
| 2009年（平成21年） |                                      |                                      |                                      |                                      |                         |                         |             |

## 駅周辺
福井鉄道本社への最寄り駅である。駅の北隣には車両工場があり、駅構内の福井寄り終端部分から工場への留置線が延びている。1970年代まで、近隣の石油タンクなどへの専用線があったが、1979年10月3日に貨物輸送を廃止した。
- 福井鉄道車両工場[14] - 登録有形文化財として登録[16][21]。
- 福井鉄道バス車庫（嶺北営業所） - 旧車庫は2015年に登録有形文化財として登録[16][22][23]。
- 福井県立武生高等学校
- 越前市立武生東小学校
- 越前たけふ農業協同組合（JA越前たけふ）本店
- 信越化学工業武生工場

## バス路線
越前市市民バス「のろっさ」
- 吉野・大虫ルート　片屋町南行き （月・木の運行、1日2往復のみ）

## その他
2010年春に、携帯電話ブランド「SoftBank」のCMの白戸家「親孝行」編で当駅が舞台となっている。同年3月19日には同作を含めシリーズ3作を再編集した特別版CMが日本テレビ系列『S-1 グランドチャンピオン 2010』で放送された。
それがきっかけとなり、同年CMキャラクターの「お父さん犬」が当駅の名誉駅長に就任。有人駅である隣接の越前武生駅（現・たけふ新駅）に駅長帽をかぶったぬいぐるみが常駐することになった。

## 隣の駅
福井鉄道
■福武線
■臨時急行
通過
■急行
たけふ新駅 (F0) - 北府駅 (F1) - 家久駅 (F3)
■区間急行・■普通
たけふ新駅 (F0) - 北府駅 (F1) - スポーツ公園駅 (F2)